# Grand Prix Formule 1 van Canada 2016
De Grand Prix Formule 1 van Canada 2016 werd gehouden op 12 juni 2016 op het Circuit Gilles Villeneuve. Het was de zevende race van het kampioenschap.

## Vrije trainingen

### Uitslagen
- Er wordt enkel de top-5 weergegeven.

| Vrije training 1 | Pos | No | Coureur          | Constructeur       | Tijd     |
| ---------------- | --- | -- | ---------------- | ------------------ | -------- |
| Vrije training 1 | 1   | 44 | Lewis Hamilton   | Mercedes           | 1:14.755 |
| Vrije training 1 | 2   | 6  | Nico Rosberg     | Mercedes           | 1:15.086 |
| Vrije training 1 | 3   | 5  | Sebastian Vettel | Ferrari            | 1:15.243 |
| Vrije training 1 | 4   | 33 | Max Verstappen   | Red Bull-TAG Heuer | 1:15.553 |
| Vrije training 1 | 5   | 7  | Kimi Räikkönen   | Ferrari            | 1:15.618 |
| Vrije training 2 | Pos | No | Coureur          | Constructeur       | Tijd     |
| Vrije training 2 | 1   | 44 | Lewis Hamilton   | Mercedes           | 1:14.212 |
| Vrije training 2 | 2   | 5  | Sebastian Vettel | Ferrari            | 1:14.469 |
| Vrije training 2 | 3   | 6  | Nico Rosberg     | Mercedes           | 1:14.738 |
| Vrije training 2 | 4   | 33 | Max Verstappen   | Red Bull-TAG Heuer | 1:15.156 |
| Vrije training 2 | 5   | 3  | Daniel Ricciardo | Red Bull-TAG Heuer | 1:15.168 |
| Vrije training 3 | Pos | No | Coureur          | Constructeur       | Tijd     |
| Vrije training 3 | 1   | 5  | Sebastian Vettel | Ferrari            | 1:13.919 |
| Vrije training 3 | 2   | 33 | Max Verstappen   | Red Bull-TAG Heuer | 1:14.158 |
| Vrije training 3 | 3   | 6  | Nico Rosberg     | Mercedes           | 1:14.316 |
| Vrije training 3 | 4   | 7  | Kimi Räikkönen   | Ferrari            | 1:14.332 |
| Vrije training 3 | 5   | 44 | Lewis Hamilton   | Mercedes           | 1:14.334 |

## Kwalificatie

### Gekwalificeerden
Mercedes-coureur Lewis Hamilton behaalde zijn vierde pole position van het seizoen door teamgenoot Nico Rosberg nipt te verslaan in de kwalificatie. Ferrari-coureur Sebastian Vettel start als derde voor het Red Bull-duo Daniel Ricciardo en Max Verstappen, met de tweede Ferrari van Kimi Räikkönen op de zesde plaats. De Williams-rijders Valtteri Bottas en Felipe Massa starten als zevende en achtste. De top 10 werd afgesloten door de Force India van Nico Hülkenberg en de McLaren van Fernando Alonso.
Na afloop van de kwalificatie ontvingen twee coureurs drie startplaatsen straf voor vergrijpen uit de vorige race. Sauber-coureur Marcus Ericsson werd bestraft naar aanleiding van de crash met zijn teamgenoot Felipe Nasr in de bocht Rascasse, terwijl Toro Rosso-coureur Daniil Kvjat dezelfde straf kreeg nadat hij zich van een ronde achterstand wilde ontdoen en tegen de Renault van Kevin Magnussen reed. De andere Toro Rosso-rijder, Carlos Sainz jr., maakte een crash mee in het tweede deel van de kwalificatie, die hierdoor korte tijd stil kwam te liggen. Als gevolg hiervan moest hij zijn versnellingsbak vervangen, wat hem vijf startplaatsen straf opleverde. Kevin Magnussen crashte in de derde vrije training en kon als resultaat niet deelnemen aan de kwalificatie, maar mocht de race wel vanaf de grid starten.

### Kwalificatie-uitslag
| Pos                 | No | Coureur           | Constructeur         | Q1        | Q2       | Q3       | Grid |
| ------------------- | -- | ----------------- | -------------------- | --------- | -------- | -------- | ---- |
| 1                   | 44 | Lewis Hamilton    | Mercedes             | 1:14.121  | 1:13.076 | 1:12.812 | 1    |
| 2                   | 6  | Nico Rosberg      | Mercedes             | 1:13.714  | 1:13.094 | 1:12.874 | 2    |
| 3                   | 5  | Sebastian Vettel  | Ferrari              | 1:13.925  | 1:13.857 | 1:12.990 | 3    |
| 4                   | 3  | Daniel Ricciardo  | Red Bull-TAG Heuer   | 1:14.030  | 1:13.540 | 1:13.166 | 4    |
| 5                   | 33 | Max Verstappen    | Red Bull-TAG Heuer   | 1:14.601  | 1:13.793 | 1:13.414 | 5    |
| 6                   | 7  | Kimi Räikkönen    | Ferrari              | 1:14.477  | 1:13.849 | 1:13.579 | 6    |
| 7                   | 77 | Valtteri Bottas   | Williams-Mercedes    | 1:14.389  | 1:13.791 | 1:13.670 | 7    |
| 8                   | 19 | Felipe Massa      | Williams-Mercedes    | 1:14.815  | 1:13.864 | 1:13.769 | 8    |
| 9                   | 27 | Nico Hülkenberg   | Force India-Mercedes | 1:14.663  | 1:14.166 | 1:13.952 | 9    |
| 10                  | 14 | Fernando Alonso   | McLaren-Honda        | 1:15.026  | 1:14.260 | 1:14.338 | 10   |
| 11                  | 11 | Sergio Pérez      | Force India-Mercedes | 1:14.814  | 1:14.317 |          | 11   |
| 12                  | 22 | Jenson Button     | McLaren-Honda        | 1:14.755  | 1:14.437 |          | 12   |
| 13                  | 26 | Daniil Kvjat      | Toro Rosso-Ferrari   | 1:14.829  | 1:14.457 |          | 15   |
| 14                  | 21 | Esteban Gutiérrez | Haas-Ferrari         | 1:15.148  | 1:14.571 |          | 13   |
| 15                  | 8  | Romain Grosjean   | Haas-Ferrari         | 1:15.444  | 1:14.803 |          | 14   |
| 16                  | 55 | Carlos Sainz jr.  | Toro Rosso-Ferrari   | 1:14.714  | 1:21.956 |          | 20   |
| 17                  | 30 | Jolyon Palmer     | Renault              | 1:15.459  |          |          | 16   |
| 18                  | 94 | Pascal Wehrlein   | MRT-Mercedes         | 1:15.599  |          |          | 17   |
| 19                  | 9  | Marcus Ericsson   | Sauber-Ferrari       | 1:15.635  |          |          | 21   |
| 20                  | 12 | Felipe Nasr       | Sauber-Ferrari       | 1:16.663  |          |          | 18   |
| 21                  | 88 | Rio Haryanto      | MRT-Mercedes         | 1:17.052  |          |          | 19   |
| 107% tijd: 1:18.873 |    |                   |                      |           |          |          |      |
| 22                  | 20 | Kevin Magnussen   | Renault              | geen tijd |          |          | 22   |

## Race

### Verslag
De race werd gewonnen door Lewis Hamilton, ondanks een sterke start van Sebastian Vettel, die door het maken van een extra pitstop tweede werd. Valtteri Bottas wist eveneens door een goede strategie zijn eerste podiumplaats van het seizoen te behalen met een derde plaats. Max Verstappen eindigde als vierde na een gevecht met Nico Rosberg, die in de voorlaatste ronde van de baan spinde in een poging Verstappen in te halen. Kimi Räikkönen eindigde als zesde, kort voor Daniel Ricciardo. De laatste punten gingen naar Carlos Sainz jr., die ondanks een gridstraf negende werd, en de Force India van Sergio Pérez.

### Race-uitslag
| Pos. | No. | Coureur           | Constructeur         | Rondes | Tijd/Oorzaak uitval | Grid | Punten |
| ---- | --- | ----------------- | -------------------- | ------ | ------------------- | ---- | ------ |
| 1    | 44  | Lewis Hamilton    | Mercedes             | 70     | 1:31:05.296         | 1    | 25     |
| 2    | 5   | Sebastian Vettel  | Ferrari              | 70     | +5.011              | 3    | 18     |
| 3    | 77  | Valtteri Bottas   | Williams-Mercedes    | 70     | +46.422             | 7    | 15     |
| 4    | 33  | Max Verstappen    | Red Bull-TAG Heuer   | 70     | +53.020             | 5    | 12     |
| 5    | 6   | Nico Rosberg      | Mercedes             | 70     | +1:02.093           | 2    | 10     |
| 6    | 7   | Kimi Räikkönen    | Ferrari              | 70     | +1:03.017           | 6    | 8      |
| 7    | 3   | Daniel Ricciardo  | Red Bull-TAG Heuer   | 70     | +1:03.634           | 4    | 6      |
| 8    | 27  | Nico Hülkenberg   | Force India-Mercedes | 69     | +1 ronde            | 9    | 4      |
| 9    | 55  | Carlos Sainz jr.  | Toro Rosso-Ferrari   | 69     | +1 ronde            | 20   | 2      |
| 10   | 11  | Sergio Pérez      | Force India-Mercedes | 69     | +1 ronde            | 11   | 1      |
| 11   | 14  | Fernando Alonso   | McLaren-Honda        | 69     | +1 ronde            | 10   |        |
| 12   | 26  | Daniil Kvjat      | Toro Rosso-Ferrari   | 69     | +1 ronde            | 15   |        |
| 13   | 21  | Esteban Gutiérrez | Haas-Ferrari         | 68     | +2 ronden           | 13   |        |
| 14   | 8   | Romain Grosjean   | Haas-Ferrari         | 68     | +2 ronden           | 14   |        |
| 15   | 9   | Marcus Ericsson   | Sauber-Ferrari       | 68     | +2 ronden           | 21   |        |
| 16   | 20  | Kevin Magnussen   | Renault              | 68     | +2 ronden           | 22   |        |
| 17   | 94  | Pascal Wehrlein   | MRT-Mercedes         | 68     | +2 ronden           | 17   |        |
| 18   | 12  | Felipe Nasr       | Sauber-Ferrari       | 68     | +2 ronden           | 18   |        |
| 19   | 88  | Rio Haryanto      | MRT-Mercedes         | 68     | +2 ronden           | 19   |        |
| DNF  | 19  | Felipe Massa      | Williams-Mercedes    | 35     | Oververhitting      | 8    |        |
| DNF  | 30  | Jolyon Palmer     | Renault              | 16     | Waterlek            | 16   |        |
| DNF  | 22  | Jenson Button     | McLaren-Honda        | 9      | Motor               | 12   |        |

## Tussenstanden wereldkampioenschap
Betreft tussenstanden voor het wereldkampioenschap na afloop van de race.

### Coureurs
| Positie | No. | Coureur          | Team                 | Punten |
| ------- | --- | ---------------- | -------------------- | ------ |
| 01      | 6   | Nico Rosberg     | Mercedes             | 116    |
| 02      | 44  | Lewis Hamilton   | Mercedes             | 107    |
| 03      | 5   | Sebastian Vettel | Ferrari              | 78     |
| 04      | 3   | Daniel Ricciardo | Red Bull-TAG Heuer   | 72     |
| 05      | 7   | Kimi Räikkönen   | Ferrari              | 69     |
| 06      | 33  | Max Verstappen   | Red Bull-TAG Heuer   | 50     |
| 07      | 77  | Valtteri Bottas  | Williams-Mercedes    | 44     |
| 08      | 19  | Felipe Massa     | Williams-Mercedes    | 37     |
| 09      | 11  | Sergio Pérez     | Force India-Mercedes | 24     |
| 10      | 26  | Daniil Kvjat     | Toro Rosso-Ferrari   | 22     |

### Constructeurs
| Positie | Team                 | Punten |
| ------- | -------------------- | ------ |
| 01      | Mercedes             | 223    |
| 02      | Ferrari              | 147    |
| 03      | Red Bull-TAG Heuer   | 130    |
| 04      | Williams-Mercedes    | 81     |
| 05      | Force India-Mercedes | 42     |
| 06      | Toro Rosso-Ferrari   | 32     |
| 07      | McLaren-Honda        | 24     |
| 08      | Haas-Ferrari         | 22     |
| 09      | Renault              | 6      |